# Молот (молодёжный хоккейный клуб)
МХК «Молот» — молодёжная команда по хоккею с шайбой из города Перми. Выступает в Чемпионате МХЛ.

## История
ХК «Октан» был создан в 2008 году, основой при его создании стал второй состав команды «Молот-Прикамье-2», выступавший в первой лиге ФХР. С 2008 по 2011 годы клуб выступал в первой лиге, с сезона 2011/2012 участвует в МХЛ-Б. Фарм-клуб команды «Молот». В сезоне 2011—2012 «Октан» выиграл Кубок Регионов и получил право в сезоне 2012—2013 выступить в Чемпионате МХЛ. 10 июня 2013 года пресс-служба клуба сообщила о смене названия команды на «Молот».
В сезонах 2015/16 — 2018/19 клуб не выступал.
В сезонах 2019/20 — 2020/21 в НМХЛ выступала команда ХК АК59. С сезона 2021/22 — вновь в МХЛ под названием МХК «Молот».